# Conde do Calhariz de Benfica
Conde do Calhariz de Benfica é um título nobiliárquico criado por D. Luís I de Portugal, por Decreto de data desconhecida, em favor de Luís Augusto Martins, antes 1.º Visconde do Calhariz de Benfica.
Titulares
1. Luís Augusto Martins, 1.º Visconde e 1.º Conde do Calhariz de Benfica;
2. Luís Frederico Ferreira Martins, 2.º Conde do Calhariz de Benfica.
3. Ruben João Vendeirinho Luís Martins, 7.º Conde do Calhariz de Benfica.